# Stavebnictví

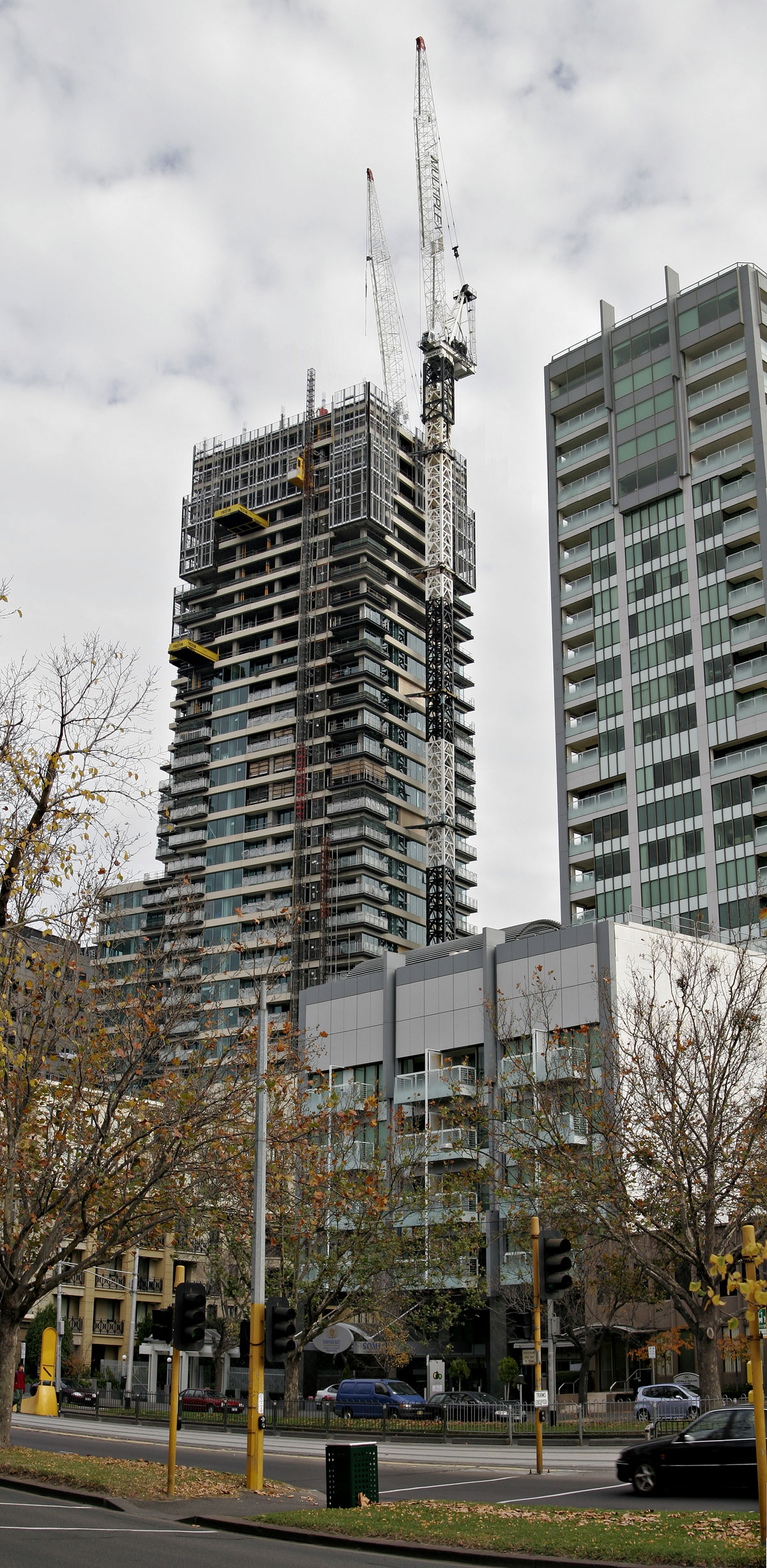
Stavba výškové budovy

Stavebnictví je specializované hospodářské odvětví zabývající se stavbami.

## Obecně
Vznik stavebnictví je spojen s procesem specializace stavební výroby. Takto vznikaly například obory bytových a občanských staveb, průmyslových staveb, dopravních staveb, inženýrských staveb ap. Pojem stavebnictví je obšírnější nežli pojem stavební výroba, pod níž se zpravidla rozumí provádění stavebních prací dodavatelským způsobem. Odlišností od průmyslové výroby je stálé stěhování výrobce (stavbařů) ze stavby na stavbu a výrobků (staveb), délkou výrobního procesu, závislostí na klimatických podmínkách, individuálním charakterem staveb a značným množstvím různých hmot, které je třeba dopravovat a zpracovat. Stavebnictví je závislé na spoustě průmyslových odvětví, která vyrábějí staviva a strojírenské výrobky (ocelové konstrukce, prefabrikáty, zdravotně technická zařízení, stroje pro stavební, silniční práce). Velké nároky jsou kladeny především na dopravu. Do oboru stavebnictví se počítají hlavní dodavatelské stavební podniky, stavební útvary různých nestavebních organizací. Stavebnictví a strojírenství se rozhodujícím způsobem podílí na realizaci investiční výstavby.

## Smysl a dozorčí orgány
Konečným cílem stavebnictví jsou potřeby člověka, nebo společnosti. Stavebnictví má značný dopad na veřejné zájmy a jeho výsledky se výrazně uplatňují ve veřejném prostoru. Aby nebyly zájmy dotčených stran i veřejný zájem porušeny, dbají na odborně co nejlepší výkon činností ve stavebnictví veřejnoprávní komory Česká komora autorizovaných inženýrů a techniků a Česká komora architektů, které odborníky, kteří mají pracovat ve stavebnictví přezkušují a úspěšné autorizují. Dále pak sledují jejich profesní výkon.

## Stavebnictví
Stavebnictví je hospodářský obor, pomocí kterého je zajišťována výstavba, údržba, modernizace, rekonstrukce a demolice stavebních objektů.
Stavebnictví plní pro společnost několik funkcí:
- sociální (bydlení, kultura, zdravotnictví, vzdělávání, sport)
- průmyslová výroba
- zemědělská výroba
- doprava
- energetika

Hlavním a nejdůležitějším cílem musí být vytváření vhodného pracovního a životního prostředí pro existenci lidí, zvířat a rostlin a zároveň maximální zachování všech přírodních a kulturních památek. Stavebnictví tak představuje velmi komplexní obor lidské činnosti, zahrnující v sobě nejenom složky technické, technologické a ekonomické, ale i estetické a ekologické.

## Dělení
Stavebnictví je členěno do čtyř základních skupin:
- Pozemní stavby – stavby pro bydlení, občanské stavby, průmyslové stavby a zemědělské stavby
- Dopravní a podzemní stavby – mosty, silnice, tunely, železnice, letištní plochy
- Vodohospodářské stavby – přehrady, úpravy vodních toků, meliorace
- Speciální stavby – stožáry, podzemní kolektory

Podle způsobu stavění je možné proces výstavby rozdělit na tzv. procesy suché a mokré:
- mokrý způsob zahrnuje výstavbu přímo na místě s využitím malty a cihel, příp. tvárnic a nebo formou železobetonových konstrukcí. Výstavba tímto způsobem je tradiční a v našich podmínkách velmi rozšířená, obnáží však nevýhody v zimních měsících, kdy malta či beton nemusí kvůli nízkým teplotám správně vytvrdnout a je proto buď nutné stavbu přerušit, nebo celou konstrukci vyhřívat, dokud beton nezíská požadované vlastnosti pevnosti.
- suchý způsob využívá tzv. systém prefabrikace, kdy je budoucí konstrukce vyráběna předem a zpravidla sériově v továrně, ze které se hotové prvky převážejí na místo stavby a zde se následně montují dohromady a kompletuje se celá stavba. Tento postup byl využíván především v minulosti, kdy bylo nutno zajistit v krátké době velký počet nových bytů pro mladé rodiny. Bylo k tomu využíváno prefabrikovaných železobetonových panelů. Od roku 1989 se od panelových staveb upouští a prefabrikace se odvíjí především výrobou ocelových modulů, které se také vyrábí předem v továrně a ze kterých se stavba opět sestavuje na místě stavby, ale které již mají i další možnosti, jako variabilitu v izolačních vlastnostech jednotlivých stěn, různé povrchové úpravy a především snadnější možnost demontáže či případného doplnění stávající stavby v případě potřeby jejích dalšího rozšíření.